# Vela nos Jogos Olímpicos de Verão de 1972
As competições da vela nos Jogos Olímpicos de Verão de 1972 foram disputadas entre os dias 29 de agosto e 8 de setembro daquele ano no Olympiazentrum Schilksee, na Baía de Quiel, na Alemanha Ocidental. O programa de 1972 consistia num total de seis classes (disciplinas) de vela. Para cada uma das classes do evento foram sete regatas. A navegação foi realizada nos percursos olímpicos do tipo triangular. A partida foi feita no centro de um conjunto de oito marcas numeradas que foram colocadas em um círculo. Durante o procedimento de largada, a sequência das marcas foi comunicada aos velejadores. Ao escolher a marca que estava mais contra o vento, a largada sempre poderia ser feita contra o vento.

## Local
De acordo com os estatutos do Comitê Olímpico Internacional, as competições em todas as modalidades desportivas devem ser realizadas na cidade escolhida pelo COI ou o mais próximo possível. Entre outras, abre-se uma exceção para as provas olímpicas de iate, que habitualmente devem ser realizadas em mar aberto. Por conta deste princípio, logo após se ter conhecido que a cidade de Munique tinha a intenção de sediar os Jogos da XX Olimpíada, as cidades de Kiel e Lübeck disputaram a honra de realizar as regatas olímpicas de iate. Quando Kiel (e o Kieler Yacht-Club) venceram a competição, foi decidido o seguinte:
- seria construído um centro náutico em Kiel/Schilksee que, tal como aconteceu com as instalações desportivas de Munique, deverá poder ser utilizado após o período dos Jogos Olímpicos como futuro centro desportivo;
- a cidade de Kiel realizará um concurso de construção do Centro Olímpico de Kiel-Schilksee o mais rapidamente possível;
- o CO formará um comitê para os eventos olímpicos de iate para coordenar todas as contingências que surgirem em Kiel e, além disso, criará uma organização correspondente em tempo integral do CO em Kiel, a fim de lidar com o trabalho e as atividades necessárias em Kiel dentro do cronograma.

Durante os Jogos, o número de espectadores e visitantes nos eventos olímpicos de Kiel e no Centro Olímpico de Kiel-Schilksee excedeu largamente as expectativas. Estimativas conservadoras estimam o número total em cerca de um milhão de espectadores e visitantes em Kiel. Um total de três áreas de corrida foram estabelecidas no Estuário de Kiel, na costa de Kiel/Schilksee. A localização aponta para o centro do círculo de raio de 2 nm para a área do curso A e B e para um círculo de raio de 1,5 nm para a área do curso C.

## Participantes

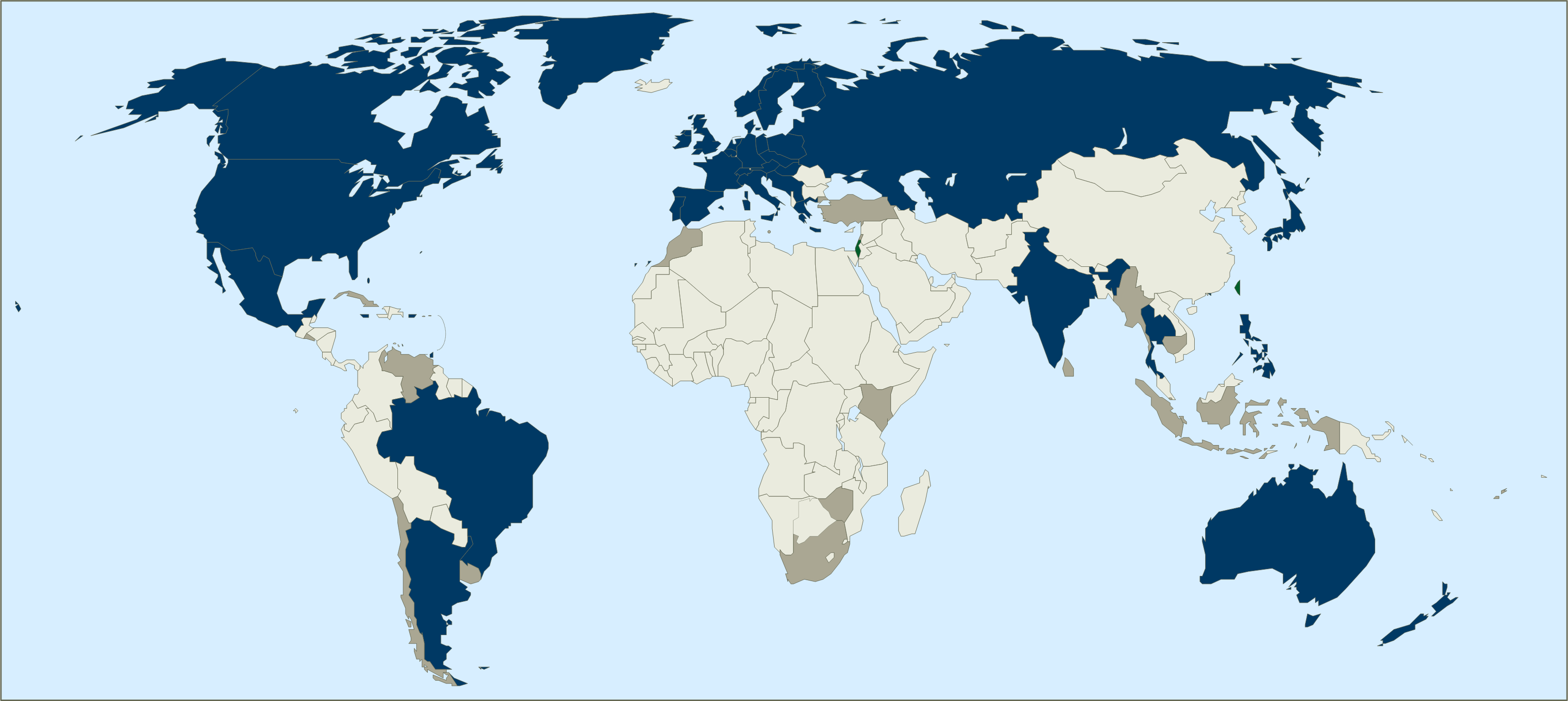
Países participantes da vela nos Jogos Olímpicos de 1972.
Países que participaram pela primeira vez.
Países que já participaram em outras edições.
Países que boicotaram o evento da vela.

- ARG Argentina
- AUS Austrália
- AUT Áustria
- BAH Bahamas
- BEL Bélgica
- BER Bermudas
- BRA Brasil
- CAN Canadá
- DEN Dinamarca
- ESP Espanha
- FIN Finlândia
- FRA França
- GBR Grã-Bretanha
- FRG Alemanha Ocidental
- GDR Alemanha Oriental
- GRE Grécia
- HKG Hong Kong
- HUN Hungria
- IND Índia
- IRL Irlanda
- ISR Israel
- ISV Ilhas Virgens Americanas
- ITA Itália
- JAM Jamaica
- JPN Japão
- MEX México
- NED Países Baixos
- NOR Noruega
- NZL Nova Zelândia
- PHI Filipinas
- POL Polônia
- POR Portugal
- PUR Porto Rico
- ROC República da China
- SUI Suíça
- SWE Suécia
- TCH Checoslováquia
- THA Tailândia
- TRI Trinidad e Tobago
- URS União Soviética
- USA Estados Unidos
- YUG Iugoslávia

## Calendário
| ● | Cerimônia de abertura | ● | Competições desportivas | ● | Finais | ● | Cerimônia de encerramento |

| Data                      | Agosto | Agosto | Agosto | Agosto | Agosto | Agosto | Setembro | Setembro        | Setembro        | Setembro | Setembro | Setembro | Setembro        | Setembro        | Setembro | Setembro | Setembro |
| Data                      | 26 Sáb | 27 Dom | 28 Seg | 29 Ter | 30 Qua | 31 Qui | 1 Sex    | 2 Sáb           | 3 Dom           | 4 Seg    | 5 Ter    | 6 Qua    | 7 Qui           | 8 Sex           | 9 Sáb    | 10 Dom   | 11 Seg   |
| ------------------------- | ------ | ------ | ------ | ------ | ------ | ------ | -------- | --------------- | --------------- | -------- | -------- | -------- | --------------- | --------------- | -------- | -------- | -------- |
| Vela (planejamento)       |        |        |        | ●      | ●      | ●      | ●        | Dia de descanso | Dia de descanso | ●        | ●        | ●        | Dia de descanso | Dia de descanso |          |          |          |
| Total de medalhas de ouro |        |        |        |        |        |        |          |                 |                 |          |          | 6        |                 |                 |          |          |          |
| Sailing (real)            |        |        |        | ●      | ●      | ●      | ●        | Dia de descanso | Dia de descanso | ●        | ●        |          | Névoa           | ●               |          |          |          |
| Total de medalhas de ouro |        |        |        |        |        |        |          |                 |                 |          |          |          |                 | 6               |          |          |          |
| Cerimônias                | ●      |        |        |        |        |        |          |                 |                 |          |          |          |                 |                 |          | ●        |          |

## Eventos
| Classe          | Tipo            | Local | N.º de equipes | Primeira exibição |
| --------------- | --------------- | ----- | -------------- | ----------------- |
| Finn            | bote            | Kiel  | 35             | 1952              |
| Flying Dutchman | bote            | Kiel  | 29             | 1960              |
| Tempest         | barco de quilha | Kiel  | 21             | 1972              |
| Star            | barco de quilha | Kiel  | 18             | 1932              |
| Soling          | bote            | Kiel  | 26             | 1972              |
| Dragon          | barco de quilha | Kiel  | 23             | 1948              |

## Medalhistas
| Evento                   | Ouro                                                          | Prata                                                               | Bronze                                                       |
| ------------------------ | ------------------------------------------------------------- | ------------------------------------------------------------------- | ------------------------------------------------------------ |
| Finn detalhes            | Serge Maury FRA França                                        | Ilias Hatzipavlis GRE Grécia                                        | Viktor Potapov URS União Soviética                           |
| Flying Dutchman detalhes | Rodney Pattisson Christopher Davies GBR Grã-Bretanha          | Yves Pajot Marc Pajot FRA França                                    | Ulli Libor Peter Naumann FRG Alemanha Ocidental              |
| Tempest detalhes         | Valentin Mankin Vitali Dyrdyra URS União Soviética            | Alan Warren David Hunt GBR Grã-Bretanha                             | Glen Foster Peter Dean USA Estados Unidos                    |
| Star detalhes            | David Forbes John Anderson AUS Austrália                      | Pelle Petterson Stellan Westerdahl SWE Suécia                       | Wilhelm Kuhweide Karsten Meyer FRG Alemanha Ocidental        |
| Soling detalhes          | Harry Melges William Allen William Bentsen USA Estados Unidos | Stig Wennerström Bo Knape Stefan Krook Lennart Roslund SWE Suécia   | David Miller Paul Côté John Ekels CAN Canadá                 |
| Dragon detalhes          | John Cuneo Thomas Anderson John Shaw AUS Austrália            | Paul Borowski Karl-Heinz Thun Konrad Weichert GDR Alemanha Oriental | Donald Cohan Charles Horter John Marshall USA Estados Unidos |

## Quadro de medalhas
| Ordem | País                   | Medalha de ouro | Medalha de prata | Medalha de bronze |    | Ordem por total |
| ----- | ---------------------- | --------------- | ---------------- | ----------------- | -- | --------------- |
| 1     | AUS Austrália          | 2               |                  |                   | 2  | 2               |
| 2     | FRA França             | 1               | 1                |                   | 2  | 2               |
| 2     | GBR Grã-Bretanha       | 1               | 1                |                   | 2  | 2               |
| 4     | USA Estados Unidos     | 1               |                  | 2                 | 3  | 1               |
| 5     | URS União Soviética    | 1               |                  | 1                 | 2  | 2               |
| 6     | SWE Suécia             |                 | 2                |                   | 2  | 2               |
| 7     | GDR Alemanha Oriental  |                 | 1                |                   | 1  | 8               |
| 7     | GRE Grécia             |                 | 1                |                   | 1  | 8               |
| 9     | FRG Alemanha Ocidental |                 |                  | 2                 | 2  | 2               |
| 10    | CAN Canadá             |                 |                  | 1                 | 1  | 8               |
| TOTAL | TOTAL                  | 6               | 6                | 6                 | 18 | —               |